# Улица Тамбасова (Санкт-Петербург)
Улица Тамба́сова — улица в Красносельском районе Санкт-Петербурга. Начинается от улицы Чекистов на севере и заканчивается пересечением с проспектом Народного Ополчения у железнодорожного полотна Ораниенбаумской ветки ж/д, недалеко от платформы Сосновая Поляна, на юге.

## История
Северная часть современной улицы (дома 2—4) существовала уже в начале XIX века, являясь частью проложенной на юг от дороги на Петергоф просеки, по которой проходила восточная граница мызы купца Я. Н. Молва, владельца сахарного завода близ Екатерингофа (эта мыза также известна как Дача А. Г. Демидова (Э. Е. Эбсворта)). Просека показана на карте Санкт-Петербурга 1817 года.  Южная же часть (от дома 133 по проспекту Ветеранов) появилась позднее, как часть дороги, начинавшейся от усадьбы, к тому времени перешедшей во владение купца Э. Е. Эбсворта и вившаяся среди полей на юг почти до железной дороги — она же служила западной окраиной деревни Ивановской (Ивановки). Дорога существует на плане выездов пожарной дружины имени Петра Великого 1884 года.
После окончания Великой Отечественной войны северная и южная части улицы соединяются между собой в нынешнем виде, а западное русло реки Ивановки (из-за которого улица в районе дома № 25 загибалась к юго-западу) было засыпано, улица приобрела более прямой вид — тогда же на ней появились первые каменные дома (школа № 505), здание ЗАГСа (бывшая школа и Красносельский райсовет), фабрика «Грим». Массово застраивать улицу начали в 1960-х годах, во время массового жилищного «хрущёвского» строительства.

## Исторические названия
После революции (в 30-х годах XX века) улицу стали называть Набережной (так как её часть шла по берегу реки Ивановки), в 1958 году улицу переименовали в Алтайскую. Поскольку в Московском районе Ленинграда уже была Алтайская улица, после присоединения в 1963 году Сосновой Поляны к Ленинграду местная улица получила современное название: улица Тамбасова.

## История названия

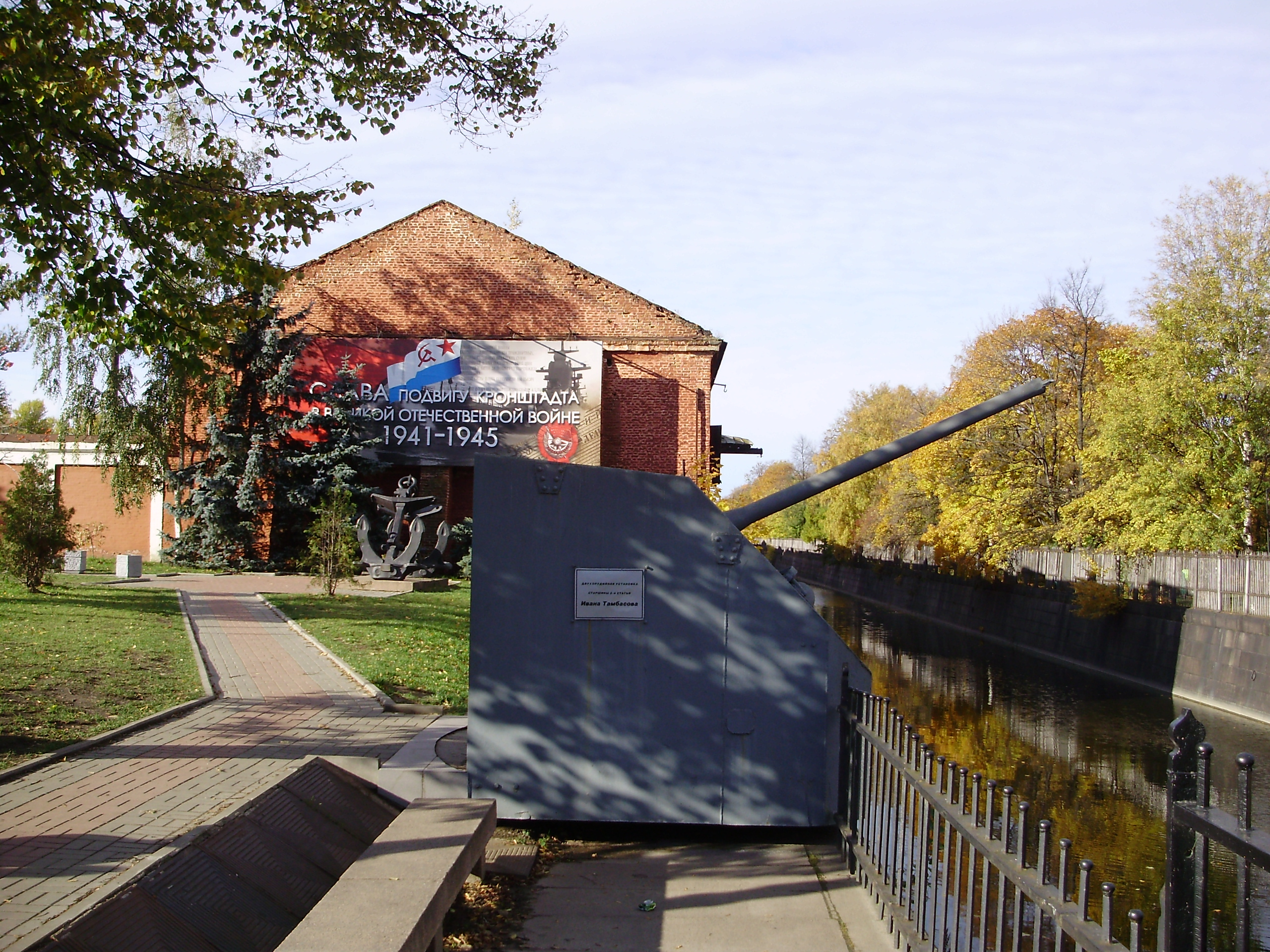
Орудийная установка Томбасова в Кронштадте

Своё название улица получила в 1964 году в честь моряка-балтийца старшины первой статьи Ивана Ивановича Томбасова, который погиб в 1943 году, спасая линкор «Октябрьская революция» (линкор «Гангут») от взрыва и детонации боеприпасов при попадании вражеского снаряда. При утверждении названия произошла ошибка, и улица получила название «улица Тамбасова». На улице установлена памятная доска в его честь. А на Якорной площади в Кронштадте стоит на постаменте то самое зенитное орудие с линкора, на котором он служил.

## Улица пересекает
- улица Чекистов
- Новобелицкая улица
- проспект Ветеранов
- проспект Народного Ополчения

## Объекты
- филиал киностудии «Ленфильм» — улица Тамбасова, дом 5, первоначальный адрес Георгиевская улица, дом 113 (был снесён весной 2023 г.);
- 84 о/м
- родильный дом № 10
- фабрика «Грим»
- ОВО Красносельского р-на
- комплекс двухэтажных кирпичных и деревянных домов 1946—1956 годов постройки (часть из них расселены).

## Транспорт
- ближайшая станция метро — «Проспект Ветеранов»
- непосредственно по улице проезжают:

1. Автобусы № 87, 265, 297, 165

- пересекают улицу:
- По проспекту Ветеранов:

1. Троллейбусы № 37, 46
2. Автобусы № 68, 68А, 130, 284, 329
3. Трамвай № 52

- По проспекту Народного Ополчения:

1. Автобусы № 87, 130, 163, 229